# ۵۲۴ (خورشیدی)
۵۲۴ پانصد و بیست و چهارمین سال هجری خورشیدی است.